# 伊藤憲治 (心理カウンセラー)
伊藤 憲治（いとう けんじ 1976年1月11日 - ）は、日本の心理カウンセラー・実業家・ドッグセラピスト・コラムニスト。

## 略歴・人物
個人事業ReCococro(リココロ)代表。
東京都出身。父・母・姉の４人家族 。
身近な人の自殺や精神疾患、自身が持つ記憶力に関する問題などをきっかけに、理系大学卒業後、社会人として仕事をしながら心理学を学べる専門学校や複数の大学に通い心理学や行動分析を学ぶ。趣味は愛犬と過ごす時間。        
- 2006-2011年ー株式会社サムライファクトリー取締役に就任していた時期があり実業家としての経歴も持つ。

株式会社サムライファクトリー就任以前はアパレル業界で販売職、広告業界でメディアプランナー、人材キャリアコンサルタントなどの異業種間転職経験がある。アパレル時代には日本初の男性販売員として某ハイブラントに勤めていた。  
- 2011年ー個人事業ReCocoro開業 。

出演番組  
２０１５年5月13日放送フジテレビTOKIOカケル

## 活動内容
恋愛・家庭・会社を軸に人間関係に関する悩みや相談のカウンセリングをオンラインプラットフォームを通しておこなっている。